# Denise Grey
Pour les articles homonymes, voir Grey.
Denise Grey, née Édouardine Verthuy le 17 septembre 1896 à Châtillon en Italie, et morte le 13 janvier 1996 à Paris, est une comédienne, chanteuse italienne naturalisée française.

## Biographie
Jeanne Marie Laurentine Édouardine Verthuy naît à Chaméran, hameau de Châtillon, en Vallée d'Aoste ; elle est la fille de Jacques-Laurent Verthuy, gardien d'immeuble, et de Madeleine Gard. Sa famille est originaire de Chambave où son patronyme figure parmi les plus répandus de la commune.
Elle a deux sœurs : Marie-Rose (1888-1979) et Marie-Madeleine (1894-1994).
Elle exerce la profession d'apprentie modiste lorsqu'elle rencontre dans l'immeuble où vivent ses parents la femme d'un imprésario qui lui dit : « Tu es jolie, tu devrais faire du cinéma », ce qui la détermine à faire du cinéma et aller frapper à la porte des studios.
Elle débute au cinéma en 1915 dans le film muet En famille, adaptation du roman d'Hector Malot, avant de se consacrer au théâtre. Elle est naturalisée française le 13 juillet 1922. Elle revient au cinéma, parlant cette fois, dans les années 1930. Elle connaît le succès dans les années 1940 avec des films comme Monsieur Hector (1940), Boléro (1942), L'Honorable Catherine (1943), Les caves du Majestic (1944) ou encore Le Diable au corps (1946), en 1953 dans Julietta et dans Dortoir des grandes.

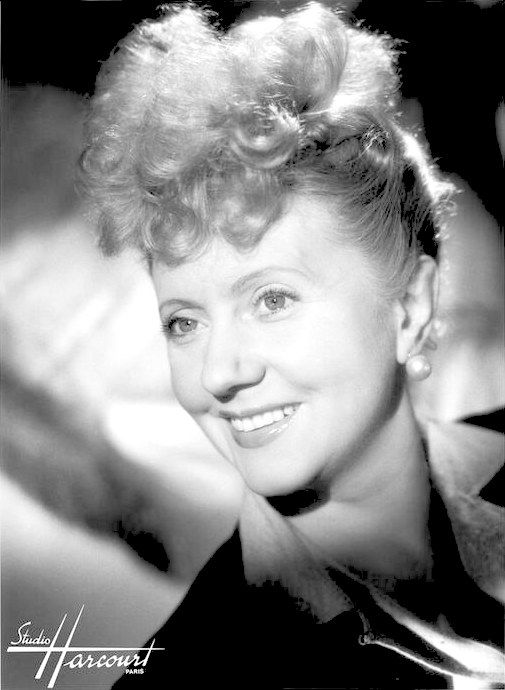
Denise Grey en 1942, durant l'Occupation allemande (Studio Harcourt).

L'âge ne met pas fin à sa carrière. Ainsi, en 1972, elle apparaît dans la série télévisée Les Rois maudits. Le film La Boum, où elle joue « Poupette », l'arrière-grand-mère de Sophie Marceau, la fait connaître aux générations des années 1980. Elle noue par ailleurs de solides liens d'amitiés avec Sophie Marceau et aussi avec Brigitte Fossey par la suite. Pour Sophie Marceau elle était presque comme une seconde grand-mère, et l'actrice accepte avec enthousiasme de retrouver Denise Grey pour La Boum 2 en 1982.
Elle a été pensionnaire de la Comédie-Française de 1944 à 1946, puis de 1957 à 1958.

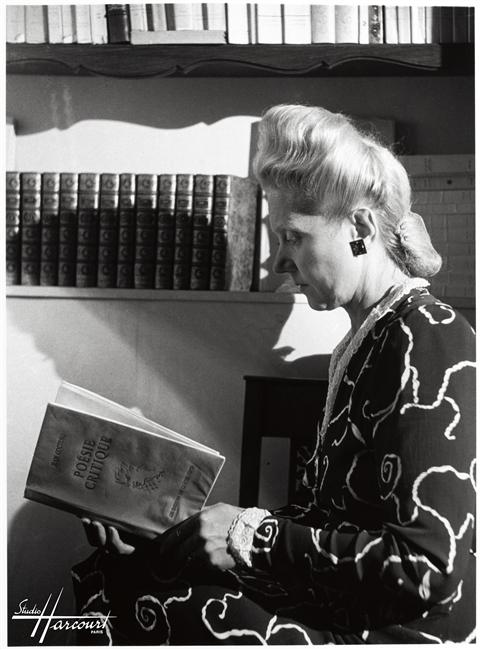
Denise Grey en 1946 (Studio Harcourt).

Elle a été la compagne d'Henri Bara (mort accidentellement en 1919) dont elle a eu une fille, Suzanne Grey, également actrice. Elle épouse le 15 avril 1940 Charles-Henri Dunkel.
En 1988, elle interprète la chanson Devenir vieux. Elle meurt en 1996, quelques mois avant ses cent ans. Elle repose auprès de son mari dans le cimetière d'Arradon (Morbihan). Sophie Marceau et Brigitte Fossey, très émues, étaient présentes aux obsèques.

## Filmographie

### Cinéma
- 1913 : Mademoiselle Etchiko d'André Hugon (court métrage)
- 1914 : En famille de Georges Monca
- 1914 : Madame Rigadin, modiste de Georges Monca
- 1914 : Le Voyage de Corbillon de Georges Monca
- 1915 : En famille de Georges Monca
- 1916 : Document secret de René Navarre
- 1916 : Nemrod et Cie de Maurice Mariaud : Esther Nuno
- 1916 : Rigadin professeur de danse de Georges Monca
- 1918 : Les Bleus de l'amour de Henri Desfontaines : Mimi Bertin
- 1920 : Honneur d'artiste de Jean Kemm
- 1935 : Jeunes Filles à marier de Jean Vallée
- 1937 : La Dame de Vittel de Roger Goupillières : Mme Bleu
- 1937 : Trois Artilleurs au pensionnat de René Pujol : Hortense, la seconde institutrice
- 1938 : Trois Artilleurs à l'opéra d'André Chotin
- 1939 : Serge Panine de Paul Schiller et Charles Méré : Lady Harton
- 1940 : Monsieur Hector de Maurice Cammage : Maroussia de Dragomir
- 1941 : Montmartre-sur-Seine de Georges Lacombe : Moussette
- 1942 : L'Oasis dans la tourmente de Max Pellet et Arturo Porchet
- 1942 : Boléro de Jean Boyer : Anne-Marie
- 1942 : Romance à trois de Roger Richebé : Loys Erland
- 1942 : Le Voile bleu de Jean Stelli : Mme Volnar-Bussel
- 1943 : L'Honorable Catherine de Marcel L'Herbier : Mme d'Ambroisie
- 1943 : Des jeunes filles dans la nuit de René Le Hénaff : la mère d'Andrée
- 1943 : Vingt-cinq Ans de bonheur de René Jayet : Elisabeth Castille
- 1943 : Retour de flamme de Henri Fescourt : Mme de Nogrelles
- 1943 : Adieu Léonard de Pierre Prévert : Bernardine Léonard, la femme insupportable et dépensière de Félicien
- 1944 : L'aventure est au coin de la rue de Jacques Daniel-Norman : Mme Laurat-Dossin
- 1945 : Les Caves du Majestic de Richard Pottier : Mme Van-Beil
- 1945 : L'Extravagante Mission de Henri Calef : Mme Brockseller
- 1946 : Madame et son flirt de Jean de Marguenat : Léa
- 1946 : Étrange Destin de Louis Cuny : Mme d'Evremond
- 1946 : Le Couple idéal de Bernard Roland et Raymond Rouleau : Antoinette
- 1946 : L'Insaisissable Frédéric de Richard Pottier : Miss Baxter
- 1946 : On demande un ménage de Maurice Cam : Sabine Robinet
- 1947 : Six Heures à perdre de Alex Joffé et Jean Lévitte : Mme de Witt
- 1947 : Le Diable au corps de Claude Autant-Lara : Mme Grangier, la mère de Marthe
- 1947 : Carré de valets de André Berthomieu : Mme de La Bastide
- 1947 : Coïncidences de Serge Debecque
- 1948 : Et dix de der de Robert Hennion
- 1949 : Une femme par jour de Jean Boyer : La duchesse
- 1949 : Bonheur en location de Jean Wall : Gilda
- 1949 : La Ronde des heures de Alexandre Ryder : Mme Méry-Mirecourt
- 1950 : Rome-Express de Christian Stengel : Margot
- 1950 : Pas de week-end pour notre amour de Pierre Montazel : Gabrielle
- 1950 : Mon ami Sainfoin de Marc-Gilbert Sauvajon : la mère d'Eugénie
- 1950 : Tête blonde de Maurice Cam
- 1951 : Demain nous divorçons de Louis Cuny : Mme Tourelle
- 1951 : Les Petites Cardinal de Gilles Grangier : Mme Cardinal
- 1952 : Allô... je t'aime de André Berthomieu : Mme Dupuis
- 1952 : Violence charnelle (Art. 519 codice penale) de Leonardo Cortese : La mère de Clara
- 1953 : La Tournée des grands ducs d'André Pellenc : La baronne
- 1953 : Le Père de Mademoiselle de Marcel L'Herbier : Isabelle Marinier
- 1953 : Dortoir des grandes de Henri Decoin : Mme Hazard-Habran, la directrice du collège
- 1953 : Julietta de Marc Allégret : Mme Valander, la mère de Juliette et Martine
- 1954 : Les Corsaires du bois de Boulogne de Norbert Carbonnaux : Mme Grossac
- 1954 : Le Mouton à cinq pattes de Henri Verneuil : Mme Durand-Perrin, la mère
- 1954 : Raspoutine de Georges Combret : la princesse Dikvona
- 1954 : Poisson d'avril de Gilles Grangier : Clémentine Prévost
- 1954 : Châteaux en Espagne de René Wheeler
- 1954 : Escalier de service de Carlo Rim, dans le sketch : Les Béchard : Mme Thévenot, la belle-mère
- 1954 : Le Séducteur (Il seduttore) de Franco Rossi : La mère de Jacqueline
- 1955 : Fantaisie d'un jour de Pierre Cardinal : Mme de Cédillon
- 1955 : Le Printemps, l'Automne et l'Amour de Gilles Grangier : la cliente du magasin
- 1955 : Villa sans souci de Maurice Labro
- 1955 : La Rue des bouches peintes de Robert Vernay : Winifred
- 1956 : Mitsou de Jacqueline Audry : Estelle
- 1957 : Une nuit aux Baléares de Paul Mesnier : Marguerite Vargas
- 1957 : L'Auberge en folie de Pierre Chevalier : la grand-mère
- 1957 : La Peau de l'ours de Claude Boissol : Mme Legrand, la belle-mère
- 1957 : À pied, à cheval et en voiture de Maurice Delbez : Marguerite Martin
- 1957 : Sylviane de mes nuits de Marcel Blistène : Anita de Santos
- 1957 : Police judiciaire de Maurice de Canonge : Mme Jambert
- 1958 : Agent secret S.Z. (Carve her name with pride) de Lewis Gilbert : Miss Bushell
- 1958 : C'est la faute d'Adam de Jacqueline Audry : Jeanne Saudret
- 1958 : Le Tombeur de René Delacroix : Natacha Olivaro
- 1958 : Mimi Pinson de Robert Darène : la grand-mère
- 1958 : À pied, à cheval et en Spoutnik de Jean Dréville : Marguerite Martin
- 1959 : Le Confident de ces dames de Jean Boyer : la comtesse
- 1960 : Une nuit à Monte-Carlo - (Bomben auf Monte-Carlo) de Georg Jacoby : la comtesse Tamm
- 1960 : Le Panier à crabes de Joseph Lisbona : L'impresario
- 1960 : La Française et l'Amour de Christian-Jaque, dans le sketch : Le Divorce : la mère de Danielle
- 1964 : La Bonne Soupe de Robert Thomas : Mme Boudard, la mère
- 1965 : Pas de caviar pour tante Olga de Jean Becker : Mme Dumont-Fréville
- 1969 : La Maison de campagne de Jean Girault : La baronne de Bocquigny
- 1970 : Hello-Goodbye de Jean Négulesco : La concierge
- 1970 : Les Aristochats des Studios Disney : Mme Adélaïde de Bonnefamille (voix)
- 1971 : Mais qui donc m'a fait ce bébé ? de Michel Gérard
- 1980 : La Boum de Claude Pinoteau : Poupette, l'arrière-grand-mère
- 1982 : N'oublie pas ton père au vestiaire de Richard Balducci : la dame à la moto
- 1982 : La Boum 2 de Claude Pinoteau : Poupette, l'arrière-grand-mère
- 1983 : En cas de guerre mondiale je file à l'étranger de Jacques Ardouin : Mme Toussaint, mère
- 1983 : Le Voleur de feuilles de Pierre Trabaud : Isabelle Debucker
- 1985 : Le Gaffeur de Serge Penard : La mère de Gabriel
- 1988 : Les Saisons du plaisir de Jean-Pierre Mocky : Emmanuelle de La Grandière-Van Bergh
- 1991 : Tchin-Tchin de Gene Saks : Mme Legris

### Doublage

#### Films
- Lillian Gish dans :
  - La Nuit du chasseur (1955) : Rachel Cooper
  - Le Vent de la plaine (1960) : Mattilda Zachary

- Gladys Cooper dans :
  - My Fair Lady (1965) : Mme Higgins
  - Le Plus Heureux des milliardaires (1967) : la tante, Mary Drexel

- 1955 : Vacances à Venise : Mme McIlhenny (Jane Rose (en))
- 1956 : Le Roi et Quatre Reines : Ma McDade (Jo Van Fleet)
- 1961 : Mary la rousse, femme pirate : la comtesse (Anna Arena)
- 1961 : Les Frères corses : la tante Mary (Lia Zoppelli)
- 1963 : Le Piment de la vie : Olivia (Zasu Pitts)
- 1963 : La Panthère rose : Angela Dunning (Brenda De Banzie)
- 1966 : Un mort en pleine forme : le commandant Martha (Cicely Courtneidge)
- 1971 : Juste avant la nuit : Mme Masson, la mère de Charles (Clelia Matania)

#### Films d'animation
- 1970 : Les Aristochats : Mme Adélaïde Bonnefamille

### Télévision
- 1960 : Rouge d'André Leroux
- 1962 :  Chéri  téléfilm de François Chatel : Charlotte
- 1967 : Le Chevalier Tempête de Yannick Andréi (série télévisée) : La Comtessa
- 1969 : Tout pour le mieux (Téléfilm) : Mme Barbetti
- 1971 : Une autre vie (Téléfilm) : la grand-mère
- 1972 : Les Rois maudits de Marcel Jullian et Claude Barma (série télévisée) : Mme de Hongrie
- 1974 : Un curé de choc (26 épisodes de 13 minutes) de Philippe Arnal
- 1977 et 1982 : Cinéma 16 (série télévisée) : 
  - 1982 : Comme un roseau de Alain Dhénaut - La tante Charlotte
  - 1977 : Esprit de suite de Jean Hennin - Mamy
- 1978 : Un ours pas comme les autres (série télévisée) : Viviane
- 1979 : Les Moyens du bord (Téléfilm) : Mme Le Cormier, dit Mam
- 1979 : Les Dames de la côte de Nina Companeez (série télévisée) : Adélaïde
- 1980 : L'Esprit de famille (série télévisée) : la grand-mère
- 1983 : Merci Sylvestre (série télévisée) : Céleste
- 1985 : Les Temps difficiles (téléfilm) : Mme Antonin-Faure

### Au théâtre ce soir
- 1966 : J'y suis, j'y reste de Raymond Vincy et Jean Valmy, mise en scène Jean Valmy, réalisation Pierre Sabbagh, Théâtre Marigny
- 1967 : Bon week-end, monsieur Bennett d'Arthur Watkyn, mise en scène Michel Vitold et Henri Guisol, réalisation Pierre Sabbagh, Théâtre Marigny
- 1968 : Le Minotaure de Marcel Aymé, mise en scène Jean Le Poulain, réalisation Pierre Sabbagh, Théâtre Marigny
- 1969 : Le mari ne compte pas de Roger-Ferdinand, mise en scène Jacques Morel, réalisation Pierre Sabbagh, Théâtre Marigny
- 1969 : Constance de Somerset Maugham, mise en scène Michel Vitold, réalisation Pierre Sabbagh, Théâtre Marigny
- 1970 : Le Mari, la Femme et la Mort d'André Roussin, mise en scène Raymond Rouleau, réalisation Pierre Sabbagh, Théâtre Marigny
- 1973 : La Venus de Milo de Jacques Deval, mise en scène Alfred Pasquali, réalisation Georges Folgoas, Théâtre Marigny Alix
- 1979 : Crime à la clef d'Alain Bernier et Roger Maridat, mise en scène Jean-Paul Cisife, réalisation Pierre Sabbagh, Théâtre Marigny
- 1984 : La vie est trop courte d'André Roussin, mise en scène Michel Fagadau, réalisation Pierre Sabbagh, Théâtre Marigny

## Théâtre
- 1916 : Six Hommes, une femme et un singe de Pierre Veber et Yves Mirande, Théâtre Michel
- 1921 : Comédienne de Jacques Bousquet, Paul Armont, Théâtre des Nouveautés
- 1922 : La Femme de mon ami, Théâtre de l'Athénée
- 1922 : Atout... Cœur ! de Félix Gandera, théâtre de l'Athénée
- 1924 : Si je voulais... de Paul Géraldy et Robert Spitzer, théâtre du Gymnase
- 1924 : Le Monsieur de cinq heures de Maurice Hennequin et Pierre Veber, au théâtre du Palais-Royal
- 1926 : Passionnément opérette en 3 actes de Maurice Hennequin et Albert Willemetz, musique André Messager, Théâtre de la Michodière
- 1936 : Europe de Maurice Rostand, théâtre Pigalle
- 1938 : Le Valet maître de Paul Armont et Léopold Marchand, mise en scène Pierre Fresnay, théâtre de la Michodière
- 1944 : Les Fiancés du Havre d'Armand Salacrou, mise en scène Pierre Dux, Comédie-Française, création avec Jean-Louis Barrault et Madeleine Renaud
- 1948 : Les Enfants d'Edouard de Frederic Jackson et Roland Bottomley, adaptation Marc-Gilbert Sauvajon, mise en scène Jean Wall, théâtre Édouard-VII
- 1949 : Les Enfants d'Edouard de Frederic Jackson et Roland Bottomley, adaptation Marc-Gilbert Sauvajon, mise en scène Jean Wall, théâtre des Célestins
- 1950 : George et Margaret de Marc-Gilbert Sauvajon et Jean Wall, mise en scène Jean Wall, Théâtre Daunou
- 1950 : Il faut marier maman comédie musicale de Marc-Cab et Serge Veber, musique Guy Lafarge, mise en scène Pierre Dux, Théâtre de Paris
- 1953 : Faites-moi confiance de Michel Duran, mise en scène Jean Meyer, Théâtre du Gymnase
- 1955 : Les Enfants d'Edouard de Frederic Jackson et Roland Bottomley, adaptation Marc-Gilbert Sauvajon, mise en scène Jean Wall, Théâtre des Célestins
- 1956 : La Femme du siècle de Claude Schnerb, mise en scène Jacques-Henri Duval, théâtre des Célestins, tournée Georges Herbert
- 1957 : Mademoiselle de Jacques Deval, mise en scène Robert Manuel, Comédie-Française
- 1959 : Bon Week-End Mr. Bennett de Paule de Beaumont d'après Arthur Watkyn, mise en scène Michel Vitold, théâtre de la Gaîté-Montparnasse
- 1960 : Trésor-party de Bernard Régnier, d'après le roman Money in the bank (Valeurs en coffre) publié en 1946 par Pelham Grenville Wodehouse, mise en scène Jean-Christophe Averty.
- 1961 : Huit Femmes de Robert Thomas, mise en scène Jean Le Poulain, théâtre Édouard-VII
- 1962 : Huit Femmes de Robert Thomas, mise en scène Jean Le Poulain, théâtre des Bouffes-Parisiens
- 1963 : La Vénus de Milo de Jacques Deval, mise en scène Pierre Mondy, théâtre des Célestins
- 1965 : Assassins associés de Robert Thomas, mise en scène Jean Piat, théâtre Antoine théâtre du Palais-Royal
- 1966 : J'y suis, j'y reste de Jean Valmy et Raymond Vinci, mise en scène Jean Valmy, théâtre Marigny
- 1966 : La Fin du monde de Sacha Guitry, mise en scène Jean-Pierre Delage, théâtre de la Madeleine
- 1967 : Quarante Carats de Pierre Barillet et Jean-Pierre Grédy, mise en scène Jacques Charon, théâtre de la Madeleine
- 1971 : Le Train de l'aube de Tennessee Williams, mise en scène Jean-Pierre Laruy, théâtre Édouard-VII
- 1972 : En avant... toute ! de Michel André, mise en scène Michel Roux, théâtre Édouard-VII
- 1972 : La Bonne Adresse de Marc Camoletti, mise en scène Christian-Gérard, théâtre Michel
- 1973 : La Royale Performance de Marcel Mithois, mise en scène Jean-Pierre Delage, théâtre des Bouffes-Parisiens
- 1974 : Le Tube de Françoise Dorin, mise en scène et avec François Périer, théâtre Antoine
- 1976 : Le Jardin de craie d'Enid Bagnold, mise en scène Raymond Gérôme, théâtre Hébertot
- 1977 : Bichon de Jean de Létraz, mise en scène Jacques Valois, théâtre de Charleville-Mézières
- 1978 : Crime à la clef d'Alain Bernier et Roger Maridat, mise en scène Jean-Paul Cisife, théâtre Tristan-Bernard
- 1981 : La vie est trop courte d'André Roussin, mise en scène Michel Fagadau, théâtre Daunou
- 1983 : La vie est trop courte d'André Roussin, mise en scène Michel Fagadau, théâtre de la Gaîté-Montparnasse
- 1984-1985 : Les Temps difficiles d'Édouard Bourdet, mise en scène Pierre Dux, théâtre des Variétés
- 1985 : Harold et Maude de Colin Higgins, mise en scène Jean-Luc Tardieu, Espace 44 Nantes
- 1987 : Harold et Maude de Colin Higgins, mise en scène Jean-Luc Tardieu, théâtre Antoine
- 1989 : Arsenic et vieilles dentelles de Joseph Kesselring, mise en scène Jean-Luc Tardieu, tournée
- 1991 : La Soupière de Robert Lamoureux, mise en scène Francis Joffo

### Opérettes
- 1919 : Nelly de Marcel Lattès, version parisienne du succès londonien Maggie avec Félix Oudart (Théâtre de la Gaîté-Lyrique)[4]
- 1926 : Passionnément de Willemetz et André Messager, création au Théâtre de la Michodière
- 1950 : Il faut marier maman de Guy Lafarge, création de l'œuvre au Théâtre de Paris avec Armontel[5]

## Disques
Pendant ses années à la Comédie-Française, Denise Grey enregistre Saint Philippe, un disque 45 tours à l'usage des enfants (texte de Robert Prot) où elle raconte la vie de l'apôtre Saint Philippe et de Saint Philippe Néri.

## Distinctions

### Décorations
- Officière de la Légion d'honneur
- Officier de l'ordre national du Mérite
- Commandeure de l'ordre des Arts et des Lettres[6]

### Récompense
- 1985 : Trophée Béatrix Dussane

### Nominations
- César 1983 : César de la meilleure actrice dans un second rôle pour La Boum 2
- Molières 1987 : Molière de la comédienne pour Harold et Maude